# ヘルマン・ツー・ゾルムス＝ホーエンゾルムス＝リッヒ
ヘルマン・アドルフ・ツー・ゾルムス＝ホーエンゾルムス＝リッヒ（Hermann Adolf Fürst zu Solms-Hohensolms-Lich, 1838年4月15日 - 1899年9月16日）は、ドイツ・ヘッセン大公国のシュタンデスヘル、政治家。ゾルムス＝ホーエンゾルムス＝リッヒ侯（1880年 - 1899年）。
ゾルムス＝ホーエンゾルムス＝リッヒ侯子フェルディナント（1806年 - 1876年）とその妻のコラルト・ウント・サン・サルヴァトーレ伯爵夫人カロリーネ（1818年 - 1855年）の間の第2子、長男として生まれ、1880年に伯父のルートヴィヒから侯爵家の家督を継いだ。1872年から1874年まで、また1880年から死去する1899年までヘッセン大公国議会（Landstände des Großherzogtums Hessen）の第1院（貴族院）議員を務めた。1881年かから1889年までプロイセン貴族院議員だったほか、プロイセン王国ライン州の州議会議員も務めた。

## 子女
1865年6月20日にヤンノヴィッツ（現在のポーランド領ドルヌィ・シロンスク県ヤノヴィツェ・ヴィエルキェ）において、シュトルベルク＝ヴェルニゲローデ伯爵夫人アグネス（1842年 - 1904年）と結婚し、間に2男5女の7人の子女をもうけた。
- カール・フェルディナント・ヴィルヘルム（1866年 - 1920年） - ゾルムス＝ホーエンゾルムス＝リッヒ侯
- ラインハルト・ルートヴィヒ（1867年 - 1951年） - ゾルムス＝ホーエンゾルムス＝リッヒ侯家家長
- アンナ・エリーザベト（1868年 - 1950年） - 1889年、ヨハンネス・ツー・リナール伯爵と結婚
- エレオノーレ・エルネスティーネ・マリー（1871年 - 1937年） - 1905年、ヘッセン大公エルンスト・ルートヴィヒと結婚
- マリー・マティルデ（1873年 - 1953年） - 1898年、ドーナ＝シュロビッテン侯アレクサンダーと結婚
- カロリーネ（1877年 - 1958年） - 1904年、ヘッセン＝フィリップスタール＝バルヒフェルト方伯クロートヴィヒと結婚
- ドロテア（1883年 - 1942年） - 1910年にシュトルベルク＝ヴェルニゲローデ侯子ヘルマンと結婚、1915年にアルブレヒト・フォン・レーデブル男爵と結婚